# Screen Actors Guild Award du meilleur acteur dans une mini-série ou un téléfilm

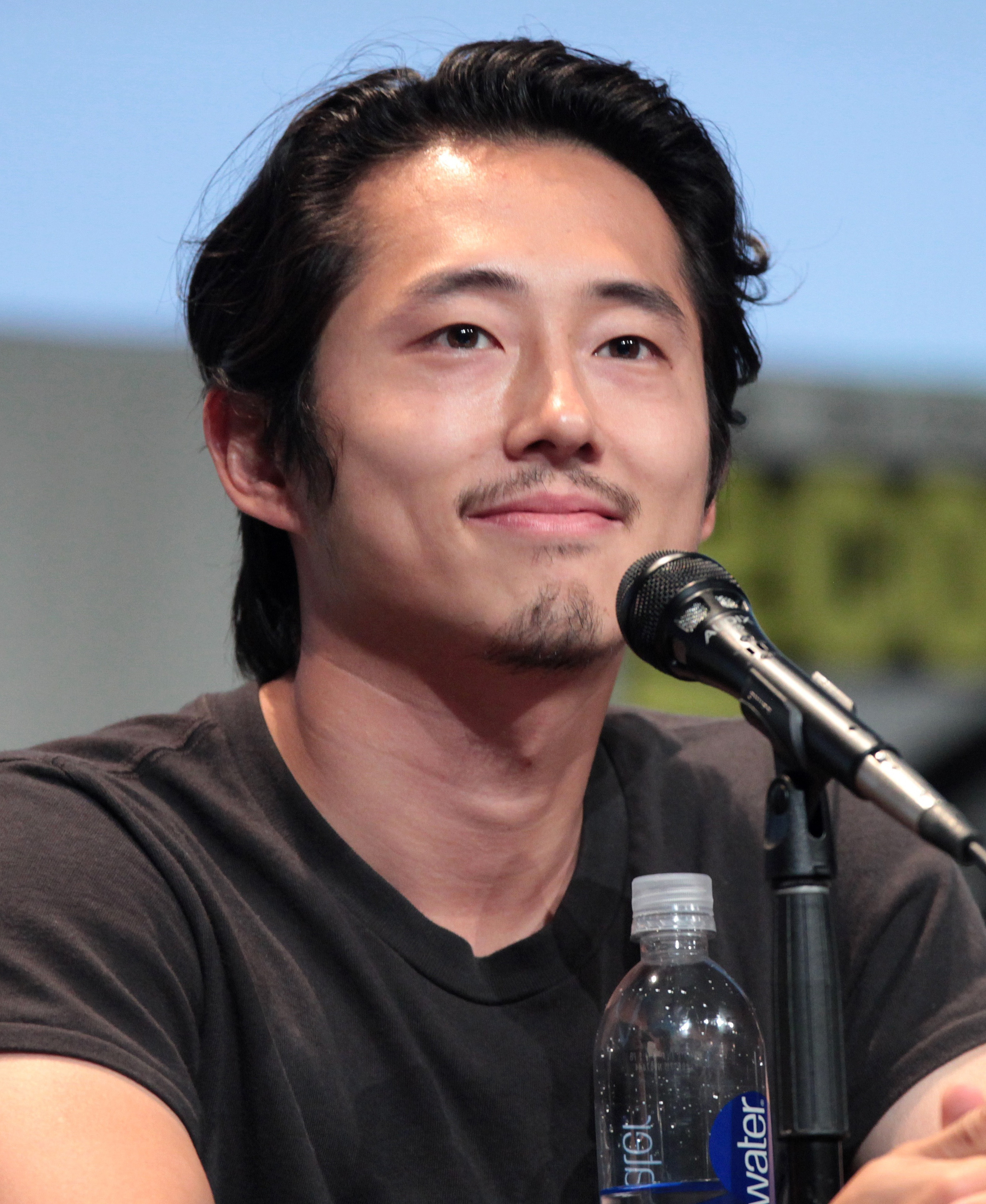
Steven Yeun, lauréat 2024

Le Screen Actors Guild Award du meilleur acteur dans une mini-série ou un téléfilm (Screen Actors Guild Award for Outstanding Performance by a Male Actor in a Miniseries or Television Movie) est le prix remis chaque année depuis 1995 par la Screen Actors Guild. 

## Palmarès
Le lauréat est indiqué en gras.

Le symbole « ♙ » indique une nomination et « ♕ » le gagnant au Primetime Emmy Award du meilleur acteur dans une mini-série ou un téléfilm la même année.

### Années 1990
- 1995 : Raúl Juliá pour le rôle de Chico Mendes dans The Burning Season (à titre posthume) ♕
  - James Garner pour le rôle de Jim Rockford dans The Rockford Files: I Still Love L.A.
  - John Malkovich pour le rôle de Kurtz dans Heart of Darkness
  - Gary Sinise pour le rôle de Stu Redman dans Le Fléau (The Stand)
  - Forest Whitaker pour le rôle de MacKenzie Casey dans Complot (The Enemy Within)

- 1996 : Gary Sinise pour le rôle de Harry S. Truman dans Truman ♙
  - Alec Baldwin pour le rôle de Stanley Kowalski dans Un Tramway nommé désir (A Streetcar Named Desire) ♙
  - Laurence Fishburne pour le rôle de Hannibal Lee dans The Tuskegee Airmen ♙
  - James Garner pour le rôle de Jim Rockford dans The Rockford Files: A Blessing in Disguise
  - Tommy Lee Jones pour le rôle de Hewey Calloway dans The Good Old Boys

- 1997 : Alan Rickman pour le rôle de Raspoutine dans Raspoutine (Rasputin: Dark Servant of Destiny) ♕
  - Armand Assante pour le rôle de John Gotti dans Gotti ♕
  - Beau Bridges pour le rôle de Bill Januson dans Hidden in America ♙
  - Robert Duvall pour le rôle d'Adolf Eichmann dans The Man Who Captured Eichmann ♙
  - Ed Harris pour le rôle de Jim Lassiter dans Riders of the Purple Sage

- 1998 : Gary Sinise pour le rôle de George C. Wallace dans George Wallace ♕
  - Jack Lemmon pour le rôle de Juré n°8 dans Douze hommes en colère (12 Angry Men) ♙
  - Sidney Poitier pour le rôle de Nelson Mandela dans Mandela and de Klerk ♙
  - Ving Rhames pour le rôle de Don King dans Don King: Only in America ♙
  - George C. Scott pour le rôle de Juré n°3 dans Douze hommes en colère (12 Angry Men) ♕

- 1999 : Christopher Reeve pour le rôle de Jason Kemp dans Fenêtre sur cour (Rear Window)
  - Charles S. Dutton pour le rôle deCharles Williams  dans Blind Faith
  - James Garner pour le rôle de Norman Keane dans Legal writing
  - Ben Kingsley pour le rôle de Sweeney Todd dans The Tale of Sweeney Todd
  - Ray Liotta pour le rôle de Frank Sinatra dans Les Rois de Las Vegas (The Rat Pack)
  - Stanley Tucci pour le rôle de Walter Winchell dans Winchell ♕

### Années 2000
- 2000 : Jack Lemmon pour le rôle de Morrie Schwartz dans Morrie : Une leçon de vie (Tuesdays with Morrie) ♕
  - Hank Azaria pour le rôle de Mitch Albom dans Morrie : Une leçon de vie (Tuesdays with Morrie)  ♕
  - Peter Fonda pour le rôle de Frank dans The Passion of Ayn Rand ♙
  - George C. Scott pour le rôle de Matthew Harrison Brady dans Inherit the Wind (à titre posthume)
  - Patrick Stewart pour le rôle d'Ebenezer Scrooge dans La Nuit des fantômes (A Christmas Carol)

- 2001 : Brian Dennehy pour le rôle de Willy Loman dans Mort d'un commis voyageur (Death of a Salesman)
  - Alec Baldwin pour le rôle de Robert H. Jackson dans Nuremberg
  - Brian Cox pour le rôle de Hermann Göring dans Nuremberg ♕
  - Danny Glover pour le rôle de Will Walker dans Freedom Song (en) ♙
  - John Lithgow pour le rôle de Don Quichotte dans Don Quichotte (Don Quixote)
  - James Woods pour le rôle de Dennis Barrie dans Dirty Pictures

- 2002 : Ben Kingsley pour le rôle d'Otto Frank dans Anne Frank (Anne Frank: The Whole Story) ♙
  - Alan Alda pour le rôle de Willie Walters dans Club Land ♙
  - Richard Dreyfuss pour le rôle de Alexander Haig dans The Day Reagan Was Shot
  - James Franco pour le rôle de James Dean dans James Dean ♙
  - Gregory Hines pour le rôle de Bill "Bojangles" Robinson dans Bojangles ♙

- 2003 : William H. Macy pour le rôle de Bill Porter dans Une question de courage (Door to Door) ♕
  - Albert Finney pour le rôle de Winston Churchill dans The Gathering Storm ♕
  - Brad Garrett pour le rôle de Jackie Gleason dans Gleason (en)
  - Sean Hayes pour le rôle de Jerry Lewis dans Martin and Lewis
  - John Turturro pour le rôle de Howard Cosell dans Monday Night Mayhem

- 2004 : Al Pacino pour le rôle de Roy Cohn dans Angels in America ♕
  - Justin Kirk pour le rôle de Prior Walter dans Angels in America ♙
  - Paul Newman pour le rôle du metteur en scène dans Our Town ♙
  - Forest Whitaker pour le rôle de Marcus Clay dans Légitime défense (Deacons for Defense)
  - Jeffrey Wright pour le rôle de Belize dans Angels in America ♕

- 2005 : Geoffrey Rush pour le rôle de Peter Sellers dans Moi, Peter Sellers (The Life and Death of Peter Sellers) ♕
  - Jamie Foxx pour le rôle de Stan "Tookie" Williams dans Rédemption (Redemption: The Stan Tookie Williams Story)
  - William H. Macy pour le rôle de Gigot dans Le Bonnet de laine (The Wool Cap) ♙
  - Barry Pepper pour le rôle de Dale Earnhardt dans 3: The Dale Earnhardt Story
  - Jon Voight pour le rôle d'Edward dans The Five People You Meet in Heaven

- 2006 : Paul Newman pour le rôle de Max Roby dans Empire Falls ♕
  - Kenneth Branagh pour le rôle de Franklin D. Roosevelt dans Warm Springs ♙
  - Ted Danson pour le rôle de Richard dans Knights of the South Bronx
  - Ed Harris pour le rôle de Miles Roby dans Empire Falls ♙
  - Christopher Plummer pour le rôle du Cardinal Bernard Law dans Our Fathers♙

- 2007 : Jeremy Irons pour le rôle de Robert Dudley, 1er comte de Leicester dans Elizabeth I ♕
  - Thomas Haden Church pour le rôle de Tom Harte dans Broken Trail ♕
  - Robert Duvall pour le rôle de Prentice Ritter dans Broken Trail ♕
  - William H. Macy pour le rôle de Clyde Umney dans Rêves et Cauchemars (Nightmares and Dreamscapes) ♙
  - Matthew Perry pour le rôle de Ron Clark dans The Ron Clark Story ♙

- 2008 : Kevin Kline pour le rôle de Jaques dans As You Like It
  - Michael Keaton pour le rôle de James Jesus Angleton dans The Company
  - Oliver Platt pour le rôle de George Steinbrenner dans The Bronx Is Burning
  - Sam Shepard pour le rôle de Frank Whiteley  dans Ruffian (2008)
  - John Turturro pour le rôle de Billy Martin dans The Bronx Is Burning

- 2009 : Paul Giamatti pour le rôle de John Adams dans John Adams ♕
  - Ralph Fiennes pour le rôle de Bernard Lafferty dans Bernard et Doris (Bernard and Doris) ♙
  - Kevin Spacey pour le rôle de Ron Klain dans Recount ♙
  - Kiefer Sutherland pour le rôle de Jack Bauer dans 24 heures chrono : Redemption (24: Redemption) ♙
  - Tom Wilkinson pour le rôle de Benjamin Franklin dans John Adams ♕

### Années 2010
- 2010 : Kevin Bacon pour le rôle du lieutenant-colonel Michael Strobl dans Taking Chance ♙
  - Cuba Gooding Jr. pour le rôle de Ben Carson dans Gifted Hands: The Ben Carson Story
  - Jeremy Irons pour le rôle d'Alfred Stieqlitz dans Georgia O'Keeffe
  - Kevin Kline pour le rôle de Cyrano de Bergerac dans Great Performances: Cyrano de Bergerac ♙
  - Tom Wilkinson pour le rôle de Salter dans A Number

- 2011 : Al Pacino pour le rôle de Jack Kevorkian dans La Vérité sur Jack (You Don't Know Jack) ♕
  - John Goodman pour le rôle de Neal Nicol dans La Vérité sur Jack (You Don't Know Jack)
  - Dennis Quaid pour le rôle de Bill Clinton dans The Special Relationship ♙
  - Edgar Ramirez pour le rôle de Ilich Ramírez Sánchez dans Carlos ♙
  - Patrick Stewart pour le rôle de Macbeth dans Macbeth

- 2012 : Paul Giamatti pour le rôle de Ben Bernanke dans Too Big to Fail : Débâcle à Wall Street (Too Big to Fail)
  - Laurence Fishburne pour le rôle de Thurgood Marshall dans Thurgood ♙
  - Greg Kinnear pour le rôle de John F. Kennedy dans Les Kennedy (The Kennedys) ♙
  - Guy Pearce pour le rôle de Monty Beragon dans Mildred Pierce
  - James Woods pour le rôle de Richard Fuld dans Too Big to Fail : Débâcle à Wall Street (Too Big to Fail)

- 2013 : Kevin Costner pour le rôle de 'Devil' Anse Hatfield dans Hatfields and McCoys ♕
  - Woody Harrelson pour le rôle de Steve Schmidt dans Game Change ♙
  - Ed Harris pour le rôle de John McCain dans Game Change ♙
  - Clive Owen pour le rôle d'Ernest Hemingway dans Hemingway & Gellhorn ♙
  - Bill Paxton pour le rôle de Randall McCoy dans Hatfields and McCoys ♙

- 2014 : Michael Douglas pour le rôle de Liberace dans Ma vie avec Liberace (Behind the Candelabra)
  - Matt Damon pour le rôle de Scott Thorson dans Ma vie avec Liberace (Behind the Candelabra)
  - Jeremy Irons pour le rôle du roi Henri IV dans The Hollow Crown
  - Rob Lowe pour le rôle de John F. Kennedy dans Killing Kennedy
  - Al Pacino pour le rôle de Phil Spector dans Phil Spector

- 2015 : Mark Ruffalo pour le rôle de Ned Weeks dans The Normal Heart
  - Adrian Brody pour le rôle de Harry Houdini dans Houdini
  - Benedict Cumberbatch pour le rôle de Sherlock Holmes dans Sherlock
  - Richard Jenkins pour le rôle de Henry Kitteridge dans Olive Kitteridge
  - Billy Bob Thornton pour le rôle de Lorne Malvo dans Fargo

- 2016 : Idris Elba pour le rôle du DCI John Luther dans Luther
  - Ben Kingsley pour le rôle d'Aÿ dans Tut
  - Ray Liotta pour le rôle de Lorca/Tom Mitchell dans Texas Rising
  - Bill Murray pour son propre rôle dans A Very Murray Christmas
  - Mark Rylance pour le rôle de Thomas Cromwell dans Wolf Hall

- 2017 : Bryan Cranston pour le rôle de Lyndon B. Johnson dans All the Way
  - Riz Ahmed pour le rôle de Nasir Khan dans The Night Of
  - Sterling K. Brown pour le rôle de Christopher Darden dans The People v. O. J. Simpson: American Crime Story
  - John Turturro pour le rôle de John Stone dans The Night Of
  - Courtney B. Vance pour le rôle de Johnnie Cochran Jr dans The People v. O. J. Simpson: American Crime Story

- 2018 : Alexander Skarsgård pour le rôle de Perry Wright dans Big Little Lies
  - Benedict Cumberbatch pour le rôle de Sherlock Holmes dans Sherlock
  - Jeff Daniels pour le rôle de Frank Griffin dans Godless
  - Robert De Niro pour le rôle de Bernard Madoff dans The Wizard of Lies
  - Geoffrey Rush pour le rôle d'Albert Einstein dans Genius

- 2019 : Darren Criss pour le rôle d'Andrew Cunanan dans American Crime Story: The Assassination of Gianni Versace (The Assassination of Gianni Versace: American Crime Story)
  - Antonio Banderas pour le rôle de Pablo Picasso dans Genius: Picasso
  - Hugh Grant pour le rôle de Jeremy Thorpe dans A Very English Scandal
  - Anthony Hopkins pour le rôle de Lear dans Le Roi Lear (King Lear)
  - Bill Pullman pour le rôle de Harry Ambrose dans The Sinner

### Années 2020
- 2020 : Sam Rockwell pour le rôle de Bob Fosse dans Fosse/Verdon
  - Mahershala Ali pour le rôle de Wayne Hays dans True Detective
  - Russell Crowe pour le rôle de Roger Ailes dans The Loudest Voice
  - Jared Harris pour le rôle de Valeri Legassov dans Chernobyl
  - Jharrel Jerome pour le rôle de Korey Wise dans Dans leur regard (When They See Us)

- 2021 : Mark Ruffalo pour le rôle de Dominick/Thomas Birdsey pour I Know This Much Is True
  - Bill Camp dans le rôle de William Shaibel dans Le Jeu de la dame (The Queen's Gambit)
  - Daveed Diggs dans le rôle de Marquis de Lafayette / Thomas Jefferson Hamilton
  - Hugh Grant pour le rôle de Jonathan Fraser dans The Undoing
  - Ethan Hawke pour le rôle de John Brown dans The Good Lord Bird

- 2022 : Michael Keaton pour le rôle du Dr Samuel Finnix dans Dopesick
  - Murray Bartlett pour le rôle de Armond dans The White Lotus
  - Oscar Isaac pour le rôle de Jonathan Levy dans Scenes from a Marriage
  - Ewan McGregor pour le rôle de Halston dans Halston

- 2023 : Sam Elliott pour le rôle de Shea Brennan dans 1883
  - Steve Carell pour son rôle de Alan Strauss dans The Patient
  - Taron Egerton pour le rôle de James Keane dans Black Bird
  - Paul Walter Hauser pour le rôle de Larry Hall dans Black Bird
  - Evan Peters pour le rôle de Jeffrey Dahmer dans Monstre
  - Evan Peters pour le rôle de Colin Zabel  dans Mare of Easttown

- 2024 : Steven Yeun pour le rôle de Danny Cho dans Acharnés (Beef)
  - Matt Bomer pour son rôle de Hawkins « Hawk » Fuller dans Fellow Travelers
  - Jon Hamm pour le rôle de Roy Tillman dans Fargo
  - David Oyelowo pour le rôle de Bass Reeves dans Lawmen : L'Histoire de Bass Reeves (Lawmen: Bass Reeves)
  - Tony Shalhoub pour le rôle de Adrian Monk dans Monk, le retour (Mr. Monk's Last Case: A Monk Movie)

- 2025 : Colin Farrell pour le rôle d'Oswald « Oz » Cobb / Le Pingouin dans The Penguin
  - Javier Bardem pour le rôle de José Menéndez dans Monstres : L'Histoire de Lyle et Erik Menéndez (Monsters: The Lyle and Erik Menendez Story)
  - Richard Gadd pour le rôle de Donny Dunn dans Mon petit renne (Baby Reindeer)
  - Kevin Kline pour le rôle de Stephen Brigstocke dans Disclaimer
  - Andrew Scott pour le rôle de Tom Ripley dans Ripley

## Statistiques

### Nominations multiples
3 : James Garner, Ed Harris, William H. Macy, Jeremy Irons, Al Pacino, Gary Sinise
2 : Alec Baldwin, Robert Duvall, Laurence Fishburne, Paul Giamatti, Ben Kingsley, Kevin Kline, Jack Lemmon, Paul Newman, George C. Scott, Patrick Stewart, Forest Whitaker, Tom Wilkinson, James Woods

### Récompenses multiples
2 : Al Pacino, Gary Sinise